# Provincia Cáceres
Cáceres este o provincie în Spania, în comunitatea autonomă Extremadura. Capitala sa este Cáceres.

Diviziunile Provinciei Cáceres